# Edições do Miss Brasil Internacional
Neste artigo, as edições do certame nacional que enviava a candidata brasileira em busca do título de Miss Beleza Internacional, realizado no Japão. O concurso denominado Miss Brasil Internacional foi realizado entre os anos de 1981 e 1994. 

## Sobre

### Coordenações
O país começou a enviar candidatas em 1960, e continuou até 1980 mandando as segundas colocadas na competição de Miss Brasil para o certame internacional. Entre 1981 e 1994, o Miss Brasil Beleza Internacional teve como licenciado no País, o apresentador Paulo Max. Paulo, junto a Odárcio Ducci, presidente e fundador do Ilha Porchat Clube falecido em 2016, realizaram as edições do concurso entre 1985 a 1992.  Na edição de 1993 o concurso foi realizado por Paulo Max e Danilo D'Ávila na cidade de Florianópolis.  Em 1994 o concurso foi realizada em Divinópolis por organizadores independentes. De 1995 a 2011 o processo de escolher a segunda colocada do Miss Brasil versão Miss Universo voltou, porém desde 2012 as brasileiras são aclamadas, isto é, indicadas pelo antigo coordenador do concurso, Boanerges Gaeta Júnior.
Apesar de não poder enviar as representantes eleitas para o concurso Miss Beleza Internacional, Odárcio Ducci continuou realizando a disputa de Miss Brasil até 1995 no Ilha Porchat Clube.

## Aclamações

### Miss Brasil Beleza Internacional 1981
Taiomara Rocio Borchardt era secretária executiva do escritório do PDS em Paranaguá, cidade distante pouco mais de 100km de Curitiba, no Paraná. Entre surpresa e descrente, recebeu o convite de Paulo Max para representar o Brasil no concurso Miss Beleza Internacional, no Japão. Apoiada financeiramente pelo Governador Ney Braga, Taiomara escolheu uma acompanhante que conhecesse todos os segredos de um concurso de beleza para armar um esquema que levasse os jurados a "ver com bons olhos a candidata brasileira". Maria da Glória Carvalho, brasileira que foi Miss Internacional 1968 e morou longos anos no Japão, foi a acompanhante escolhida e a encarregada de armar o esquema que acabou dando os resultados esperados. Por uma pequena diferença de pontos, Taiomara perdeu o título para a australiana Jenny Annette Derek, com a mesma idade: 20 anos. Além do segundo lugar, foi eleita "Miss Elegância".

### Miss Brasil Beleza Internacional 1982
Ver artigo principal: Mulher Brasileira em Primeiro Lugar 1982

### Miss Brasil Beleza Internacional 1983
Geórgia Marinho Ventura foi indicada a representar o Brasil no Miss Beleza Internacional 1983 em Tóquio após conquistar o título de Rainha das Praias Brasileiras enfrentando 94 candidatas de todo o Brasil no Ilha Porchat Clube. Loira de olhos claros, Geórgia tinha 18 anos.

### Miss Brasil Beleza Internacional 1984
Anna Glitz foi indicada pelo Clube Vasco da Gama após receber o título de "Miss Futebol 1983" e "Miss Vasco da Gama 1984". Recebeu a faixa das mãos do vice-presidente do clube, Álvaro Nelson Figueiredo na casa noturna "Asa Branca", localizada no Rio de Janeiro. Paulo Max era quem detinha a licença para a indicação.

## Disputas Oficiais

### Miss Brasil Beleza Internacional 1985
O concurso ocorreu no Ilha Porchat Clube, em São Vicente com a presença de 27 candidatas:
| Estado              | Candidata                      | P      |
| São Paulo           | Kátia Nascimento Guimarães     | 1      |
| Rio de Janeiro      | Mônica Valéria Ponce Rodrigues | 2      |
| Rio Grande do Sul   | Simone Feijó Mansur            | 3      |
| Amazonas            | Tania Nascimento Guimarães     | Top 10 |
| Mato Grosso         | Carla Santos                   | Top 10 |
| Mato Grosso do Sul  | Kênya Fontes Ribeiro           | Top 10 |
| Minas Gerais        | Elizabeth Cristina Dutra Gama  | Top 10 |
| Paraná              | Elizabeth Ferreira da Silva    | Top 10 |
| Piauí               | Eliane Lameirão Lima           | Top 10 |
| Sergipe             | Kátya Guglielmi Freire         | Top 10 |
| Acre                | Claudete de Vita               | —      |
| Alagoas             | Mariângela de Cordón           | —      |
| Amapá               | Gláucia da Costa Borges        | —      |
| Bahia               | Solange Mendes Bua             | —      |
| Ceará               | Ingrid Oldemburg Caldas        | —      |
| Distrito Federal    | Edilah Maria de Castro         | —      |
| Espírito Santo      | Sheyla Matos Cerrato           | —      |
| Fernando de Noronha | Lilian Taranto Bossan          | —      |
| Goiás               | Ivana Rosane Lins              | —      |
| Maranhão            | Sílvia Sella                   | —      |
| Pará                | Eliana Medeiros Nascimento     | —      |
| Paraíba             | Andréa Carla Oazen Lua         | —      |
| Pernambuco          | Érica de Araújo Ferreira       | —      |
| Rio Grande do Norte | Janaína Corrêa de Mello        | —      |
| Rondônia            | Elaine Cristina Canalis        | —      |
| Roraima             | Maristela Bordon Garcia        | —      |
| Santa Catarina      | Valéria Finatti Tommasi        | —      |

### Miss Brasil Beleza Internacional 1986
O concurso ocorreu no Ilha Porchat Clube, em 26 de julho em São Vicente com a presença de 27 candidatas:
| Estado              | Candidata                         | P |
| Rio Grande do Sul   | Kátia Marques Faria               | 1 |
| São Paulo           | Maristela Silva Grazzia           | 2 |
| Minas Gerais        | Josete Armênia Rodrigues          | 3 |
| Rio de Janeiro      | Adriana Conceição Colin           | 3 |
| Acre                | Rosana Carreira Paiva             | — |
| Alagoas             | Angelita da Silva Feijó           | — |
| Amapá               | Sílvia Aparecida Malanzuk         | — |
| Amazonas            | Cristiane Garcia Parra            | — |
| Bahia               | Desirée Garcia Hernández          | — |
| Ceará               | Vânia Sánchez Martin              | — |
| Distrito Federal    | Jacqueline Maiane Ventura         | — |
| Espírito Santo      | Susilene Barbosa de Sá            | — |
| Fernando de Noronha | Ingrid Oldemburg Caldas           | — |
| Goiás               | Karina Assad                      | — |
| Maranhão            | Suzane Oliveira de Albuquerque    | — |
| Mato Grosso         | Rosângela Aparecida Silvino       | — |
| Mato Grosso do Sul  | Ana Cristina Cestari              | — |
| Pará                | Rosângela Aparecida Angeloni      | — |
| Paraíba             | Vanderléa Carvalho Bento          | — |
| Paraná              | Jacqueline Anzolin                | — |
| Pernambuco          | Isabel Cristina Lopes             | — |
| Piauí               | Soraia Amorim de Mello            | — |
| Rio Grande do Norte | Caren Rodrigues da Silva Rocha    | — |
| Rondônia            | Roseli Amaral dos Santos          | — |
| Roraima             | Sidália Fortes do Prado           | — |
| Santa Catarina      | Rita de Cássia Rodrigues dos Reis | — |
| Sergipe             | Roberta Rodrigues Cardoso         | — |

### Miss Brasil Beleza Internacional 1987
O concurso ocorreu no Ilha Porchat Clube, em São Vicente com a presença de 27 candidatas:
| Estado              | Candidata                    | P      |
| Rio Grande do Sul   | Fernanda Campos Soares       | 1      |
| Pará                | Elaine Cristina Danella      | 2      |
| Paraná              | Cláudia Mara Machado         | 3      |
| Acre                | Monique de Souza Ferreira    | Top 10 |
| Amazonas            | Rosângela Aparecida Silvino  | Top 10 |
| Distrito Federal    | Ana Maria Chiaroni de Souza  | Top 10 |
| Fernando de Noronha | Ariete de Fátima Mocelin     | Top 10 |
| Minas Gerais        | Simone Danute Dettmer        | Top 10 |
| Rio de Janeiro      | Adriane Gomes Pereira        | Top 10 |
| São Paulo           | Rosemary Alonso Teixeira     | Top 10 |
| Alagoas             | Vera Lúcia de Araújo Vilar   | —      |
| Amapá               | Ana Cristina Soares Curado   | —      |
| Bahia               | Luciene Maria Cobra Santos   | —      |
| Ceará               | Cristina Pereira de Carvalho | —      |
| Espírito Santo      | Andréa Alvim Genovesi        | —      |
| Goiás               | Jacqueline Dalabona          | —      |
| Maranhão            | Cláudia Rampazzo Gamba       | —      |
| Mato Grosso         | Giselle Regina Damasco       | —      |
| Mato Grosso do Sul  | Simone Saragoça Pereira      | —      |
| Paraíba             | Ericléa Regiane Bessa        | —      |
| Pernambuco          | Viviane Ângelo               | —      |
| Piauí               | Gisele Vides                 | —      |
| Rio Grande do Norte | Cláudia Lúcia Belvedere      | —      |
| Rondônia            | Roberta Rodrigues Cardoso    | —      |
| Roraima             | Vanderléa Carvalho Bento     | —      |
| Santa Catarina      | Denise Maria Broch           | —      |
| Sergipe             | Simone Áurea Collina         | —      |

### Miss Brasil Beleza Internacional 1988
O concurso ocorreu no Ilha Porchat Clube, em São Vicente no dia 28 de maio com a presença estimada de 27 candidatas:
| Estado            | Candidata                   | P |
| São Paulo         | Elizabeth Ferreira da Silva | 1 |
| Ceará             | Andréa Silva de Almeida     | 2 |
| Rio Grande do Sul | Leila Leal Bittencourt      | 2 |
| Paraná            | Maria Eunice Novale         |   |

### Miss Brasil Beleza Internacional 1989
O concurso ocorreu no Ilha Porchat Clube, em São Vicente com a presença estimada de 27 candidatas:
| Estado      | Candidata        | P |
| São Paulo   | Ana Paula Ottani | 1 |
| Acre        | Débora Barth     | 2 |
| Mato Grosso | Adele Martins    | 3 |

### Miss Brasil Beleza Internacional 1990
O concurso ocorreu no dia 28 de Julho no Ilha Porchat Clube, em São Vicente com a presença estimada de 27 candidatas:
| Estado              | Candidata              | P      |
| Paraná              | Ivana Carla Hubsch     | 1      |
| Rio Grande do Sul   | Ceres Estefânia Sessim | 2      |
| Pernambuco          | Gisele da Silva Giacon | 3      |
| São Paulo           | Lílian Maria Ruiz      | 3      |
| Rondônia            | Ivana Raquel Heil      | Top 10 |
| Bahia               | Marisabel Wassen       | Top 10 |
| Rio Grande do Norte | Rosimeri Farina        | Top 10 |
| Santa Catarina      | Adriane Gomes Pereira  | Top 10 |

### Miss Brasil Beleza Internacional 1991
O concurso ocorreu no Ilha Porchat Clube, em São Vicente com a presença estimada de 27 candidatas:
| Estado            | Candidata                    | P |
| Rio Grande do Sul | Lisiane Bolzoni Braile       | 1 |
| Santa Catarina    | Fabiana Rúbia Martinelli     | 2 |
| Paraná            | Suzielly Cristine de Antônio | 3 |
| Amazonas          | Daniela Fernandes            | — |
| Bahia             | Nereide Lúcia Nogueira       | — |
| Goiás             | Mariela Calixta Borges       | — |

### Miss Brasil Beleza Internacional 1992
O concurso ocorreu no 02 de setembro de 1992, Centro de Convenções de Curitiba com 27 candidatas: 
| Estado              | Candidata                      | P      |
| Minas Gerais        | Cyntia de Cunto Moreira        | 1      |
| Paraná              | Juliana Concato                | 2      |
| Santa Catarina      | Evelise Lima                   | 3      |
| Bahia               | Gabriela do Nascimento Pereira | 4º     |
| Maranhão            | Fernanda de Fátima de Almeida  | 5º     |
| Amapá               | Dulce Alda Fachinetti          | Top 12 |
| Ceará               | Soraya de Paula Lima           | Top 12 |
| Paraíba             | Rose Nascimento Paiva          | Top 12 |
| Rio Grande do Sul   | Alessandra Herlein Muri        | Top 12 |
| Rondônia            | Tatiana Castilho Carranza      | Top 12 |
| Roraima             | Fábia Cristina Gouvêa          | Top 12 |
| Sergipe             | Valéria dos Santos Oliveira    | Top 12 |
| Distrito Federal    | Danielle Serednicki            | —      |
| Rio Grande do Norte | Cândida Kelly Paiva            | —      |
| São Paulo           | Adriana de Oliveira Moraes     | —      |
| Tocantins           | Zélia Barros Fonsêca           | —      |

## Disputas Não Oficiais
Apesar de realizados, as candidatas não eram enviadas para a disputa internacional:

### Miss Brasil 1993
O concurso ocorreu no Ilha Porchat Clube, em São Vicente com a presença estimada de 27 candidatas:
| Estado    | Candidata            | P |
| Sergipe   | Cristiane Nascimento | 1 |
| São Paulo | Katia França         | 2 |
| Parana    | Melissa Manzini      | 3 |

### Miss Brasil 1995
O concurso ocorreu no Ilha Porchat Clube, em São Vicente com a presença estimada de 27 candidatas:
| Estado            | Candidata       | P |
| Santa Catarina    | Erika Gasbarro  | 1 |
| Minas Gerais      | Daniela Dias    | 2 |
| Rio Grande do Sul | Simone Oliveira | 3 |